# شاه‌وران
شاهوران، روستایی از توابع بخش طارم سفلی شهرستان قزوین در استان قزوین ایران است. درنزدیکی آلتین‌کش می‌باشد و بیشتر به‌عنوان قشلاق استفاده می‌شود. شغل اصلی ساکنین دامداری بوده که اکنون کشاورزی و زیتونکاری نیز بخش اصلی تر درآمد ساکنین را تشکیل میدهد و دارای دو آبریز فصلی مهم میباشد که محل تامین آب اصلی روستا شیزر چای و ایسی بولاغ  میباشد. آبریز دوم قورو دره میباشد که حدود ۶۵ سال  مورداستفاده خانواده ای از اهالی بنام محمدعلی قنبری  میباشد. دارای مردمان خونگرم و مهمان نواز که از ایل عشایری بزرگ و قدیمی چموشگزک میباشند و ییلاق آنها منطقه سرسبز و باصفای شامادشت میباشد. با روستاهای آلتین کش از طرف شرق.هندی زمین از طرف شمال و بابا و نهران از سمت جنوب و روستای گیلانکشه از سمت غرب همجوار است.

## جمعیت
این روستا در دهستان خندان قرار دارد و براساس سرشماری مرکز آمار ایران در سال ۱۳۹۵ جمعیت آن ۱۲۹ نفر (۴۳خانوار) بوده‌است.

## نگارخانه

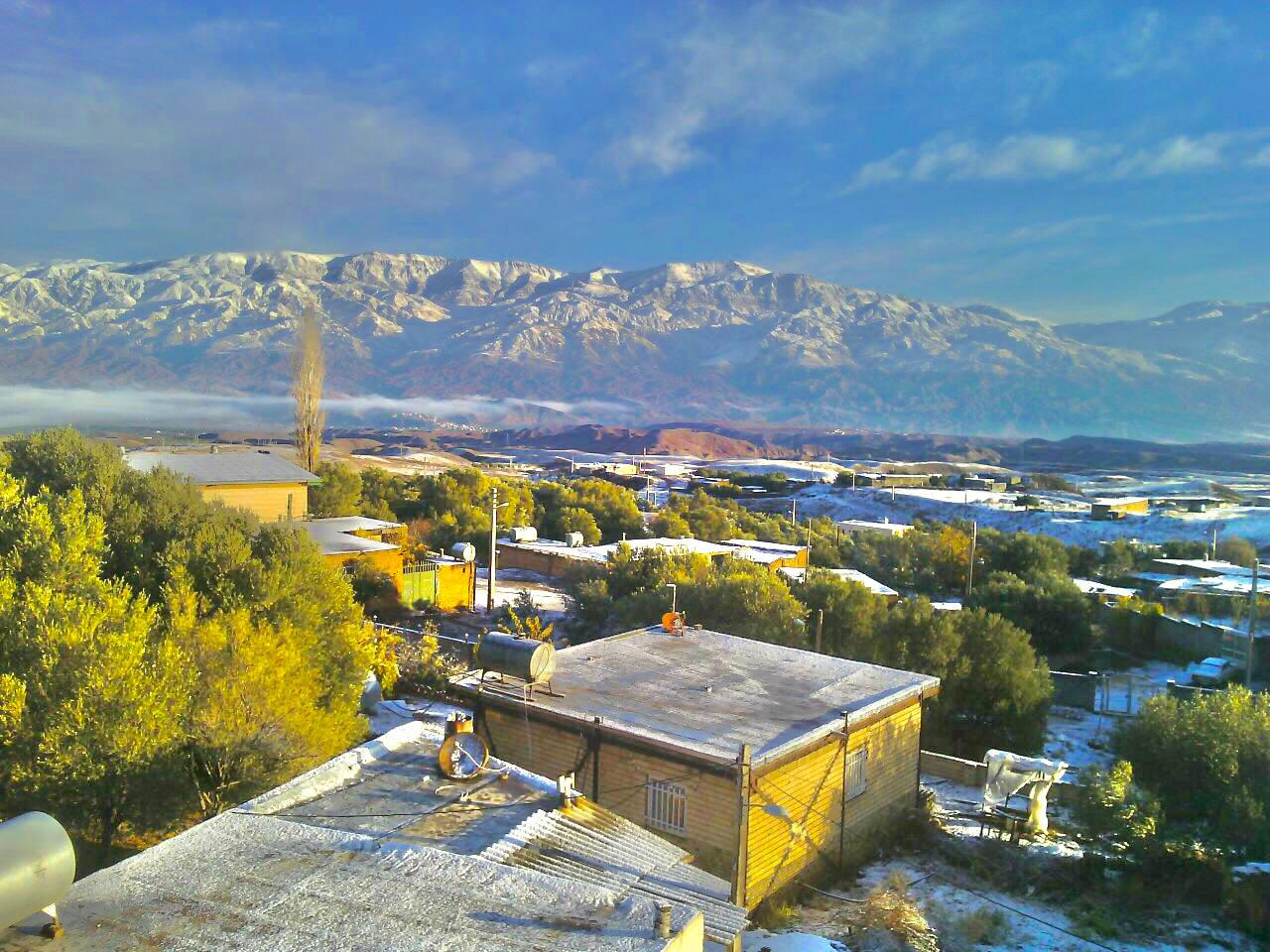
روستای شاهوران
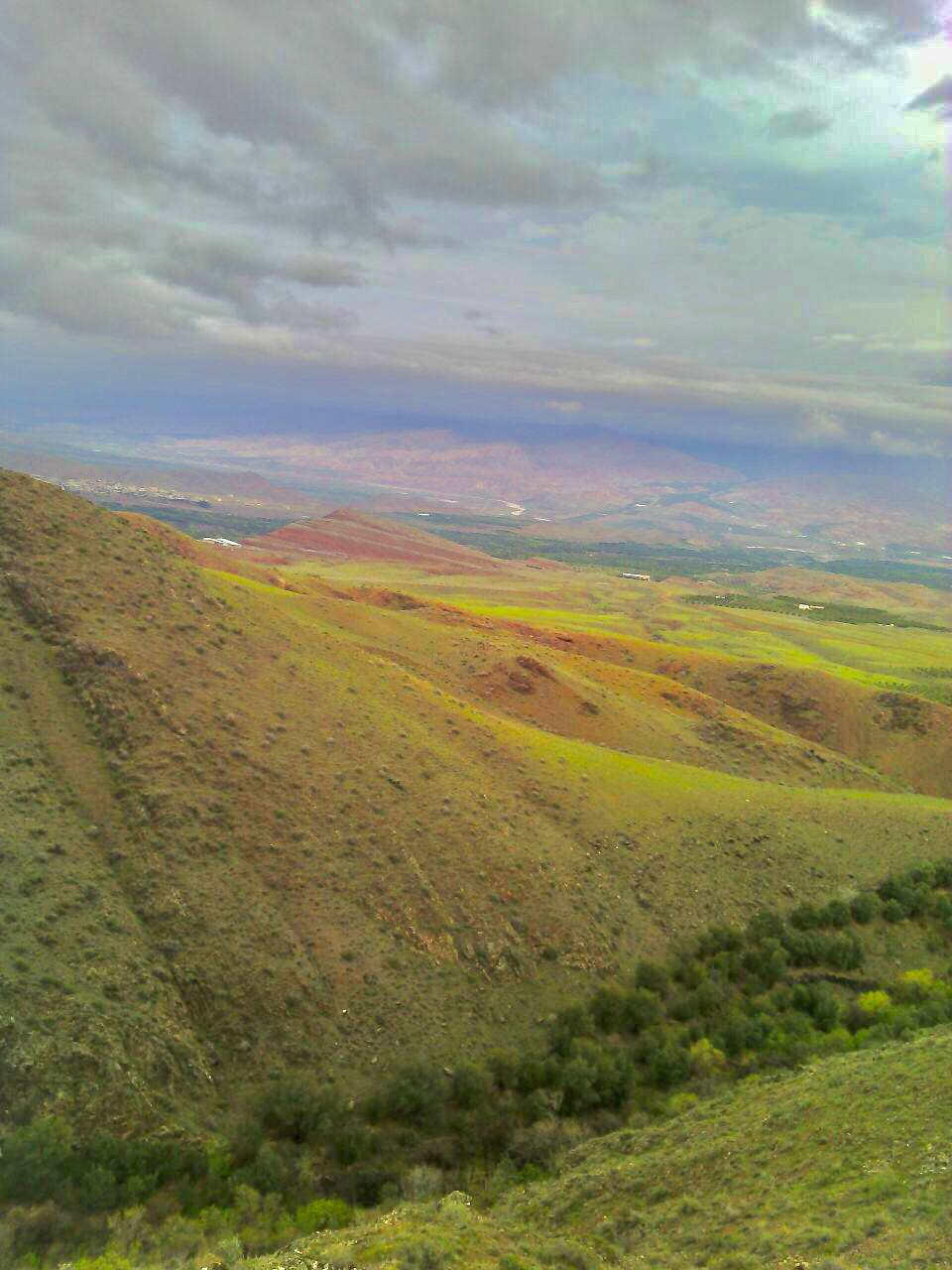
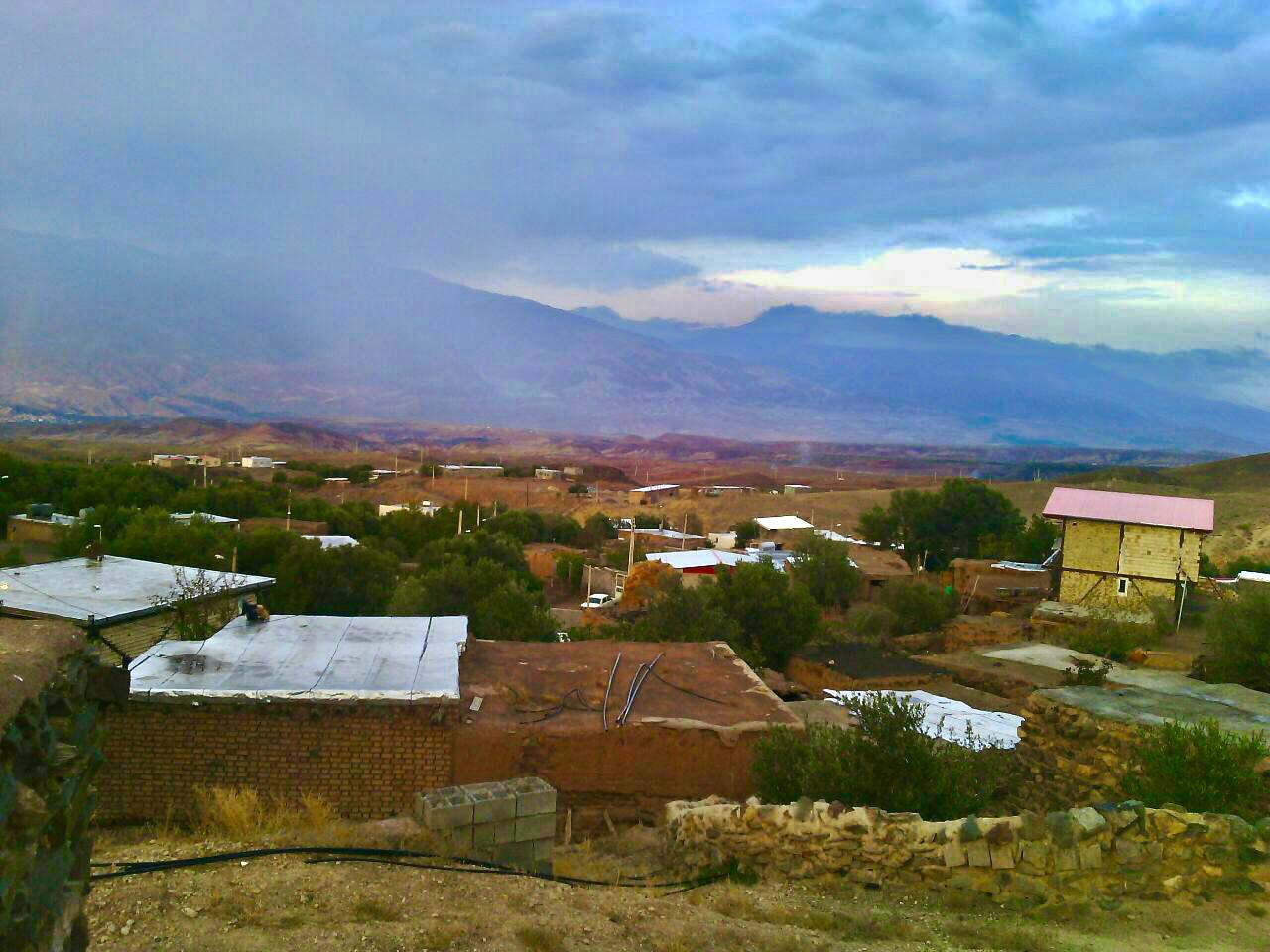